# 파수꾼 (드라마)
《파수꾼》은 2017년 5월 22일부터 2017년 7월 11일까지 MBC에서 방영된 월화 드라마이다.

## 내용
범죄로 사랑하는 이를 잃고 평범했던 일상이 하루아침에 산산조각 나버린 사람들이 모여서 아픔을 이겨내고 정의를 실현하려 하는 모임을 만드는 이야기를 그린 드라마.

## 등장 인물

### 주요 인물
- 이시영 : 조수지 역 - 형사, 유나의 엄마, 파수꾼 주요 멤버
- 김영광 : 장도한 / 이관우 역 (아역 고우림, 홍태의) - 강원도 중졸 출신 서울중앙지검 검사, 파수꾼 대장
- 김태훈 : 김은중 역 - 서울중앙지검 검사
- 김슬기 : 서보미 역 - 파수꾼 주요 멤버, CCTV 모니터링
- 키 : 공경수 역 - 파수꾼 주요 멤버, 천재적인 해커

### 서울중앙지검 인물들
- 최무성 : 윤승로 역 - 서울중앙지검장
- 김상호 : 오광호 역 - 부장 검사
- 박주형 : 박준표 역 - 은중의 선배 검사

### 광수대 인물들
- 김선영 : 이순애 역 - 광역1계 강력수사범죄팀의 팀장
- 정석용 : 남병재 역 - 광역1계 강력수사범죄팀원
- 서재형 : 마진기 역 - 광역1계 강력수사범죄팀의 막내

### 주변 인물
- 신동욱 : 이관우 역 (특별출연) - 도한의 이복형제
- 김정영 : 조수지의 어머니 역
- 전미선 : 박윤희 역 - 시완의 엄마
- 송선미 : 채혜선 역 (특별출연) - 야당의 여성 정치인
- 박솔로몬 : 윤시완 역 - 윤승로의 아들
- 이지원 : 진세원 역 - 순애의 딸

### 그 외 인물
- 최수형 : 김우성 역
- 김사희 : 승희 역 - 김우성의 아내
- 배제기 : 최명훈 역
- 윤다영 : 김경미 기자 역
- 김동주 : 김우성의 어머니 역
- 안종민 : 형사 역
- 정다원
- 남정희
- 홍근택
- 석보배
- 이민욱
- 김미혜
- 정영훈
- 정현석 : 의사 역
- 손현준
- 우상전 : 신부 역
- 함나영 : 조유나 역 - 조수지의 딸
- 장재희 : 새봄 역 - 김우성의 딸
- 홍성덕 : 이신혁 역
- 전재형
- 박성균
- 엄태옥
- 신상민
- 송승용
- 김훈호
- 장용수
- 김주원
- 양소라
- 유용범
- 김진희
- 전수연
- 안유솔
- 구지혜
- 조동인 : 한동원 역
- 나경천
- 황태광
- 하민
- 신유리
- 이석호
- 박미나
- 봉은선
- 임송하
- 한예슬
- 김영진
- 김연주
- 김선아
- 전지학
- 김주희
- 현석준
- 강현욱
- 송영재
- 신영진
- 남태부
- 임재근
- 최태환
- 임승대 : 서주완 역
- 김기무
- 김도윤 : 강진구 역
- 배기범
- 송경화
- 김진희
- 김우현
- 안종민
- 서윤아 : 서보미의 언니 역
- 리민
- 박원호
- 김선혜
- 차민혁
- 박범규
- 임병기 : 국회의원 역
- 안석환 : 변호사 역
- 김영춘
- 권재원
- 홍진기
- 방주환 : 최유철 역
- 남태부

### 특별출연
- 김병춘 : 서보미의 아버지 역
- 장희수 : 서보미의 어머니 역
- 김승욱 : 공경수의 아버지 역
- 소희정 : 이은자 역 - 공경수의 어머니

## 시청률
최저 시청률과 최고 시청률은 시청률 조사회사와 지역별로 시청률에 차이가 있을 수 있습니다.
| 2017년      | 2017년      | 2017년         | 2017년       | 2017년         | 2017년       |
| 회차        | 방송일      | TNmS 시청률    | TNmS 시청률  | AGB 시청률     | AGB 시청률   |
| 회차        | 방송일      | 대한민국(전국) | 서울(수도권) | 대한민국(전국) | 서울(수도권) |
| ----------- | ----------- | -------------- | ------------ | -------------- | ------------ |
| 제1회       | 5월 22일    | 5.8%           | 6.2%         | 6.0%           | 6.4%         |
| 제2회       | 5월 22일    | 4.9%           | 5.4%         | 5.7%           | 6.2%         |
| 제3회       | 5월 23일    | 5.4%           | 5.7%         | 4.6%           | 4.9%         |
| 제4회       | 5월 23일    | 4.8%           | 5.2%         | 4.8%           | 5.3%         |
| 제5회       | 5월 29일    | 5.8%           | 6.0%         | 5.6%           | 5.8%         |
| 제6회       | 5월 29일    | 5.7%           | 5.9%         | 6.6%           | 6.9%         |
| 제7회       | 5월 30일    | 7.0%           | 8.0%         | 6.2%           | 6.3%         |
| 제8회       | 5월 30일    | 7.6%           | 8.1%         | 7.3%           | 7.4%         |
| 제9회       | 6월 5일     | 6.3%           | 6.5%         | 6.8%           | 6.7%         |
| 제10회      | 6월 5일     | 6.8%           | 7.2%         | 7.5%           | 7.0%         |
| 제11회      | 6월 6일     | 7.2%           | 8.3%         | 7.1%           | 7.2%         |
| 제12회      | 6월 6일     | 7.2%           | 8.0%         | 7.7%           | 7.8%         |
| 제13회      | 6월 12일    | 7.2%           | 7.9%         | 6.1%           | 6.5%         |
| 제14회      | 6월 12일    | 8.7%           | 10.2%        | 7.2%           | 7.3%         |
| 제15회      | 6월 13일    | 7.2%           | 7.1%         | 7.2%           | 7.2%         |
| 제16회      | 6월 13일    | 8.6%           | 8.6%         | 8.1%           | 7.7%         |
| 제17회      | 6월 19일    | 6.3%           | 7.0%         | 7.2%           | 7.3%         |
| 제18회      | 6월 19일    | 6.9%           | 7.8%         | 7.7%           | 7.5%         |
| 제19회      | 6월 20일    | 6.8%           | 7.4%         | 8.5%           | 8.8%         |
| 제20회      | 6월 20일    | 6.9%           | 7.7%         | 8.6%           | 8.8%         |
| 제21회      | 6월 26일    | 6.5%           | 6.8%         | 7.4%           | 7.6%         |
| 제22회      | 6월 26일    | 7.2%           | 8.3%         | 8.2%           | 8.5%         |
| 제23회      | 6월 27일    | 7.9%           | 8.5%         | 8.0%           | 8.5%         |
| 제24회      | 6월 27일    | 8.9%           | 9.9%         | 8.6%           | 9.1%         |
| 제25회      | 7월 3일     | 7.2%           | 7.7%         | 6.6%           | 7.0%         |
| 제26회      | 7월 3일     | 7.8%           | 8.7%         | 7.3%           | 7.1%         |
| 제27회      | 7월 4일     | 9.0%           | 9.4%         | 8.3%           | 8.8%         |
| 제28회      | 7월 4일     | 9.1%           | 9.6%         | 9.7%           | 9.9%         |
| 제29회      | 7월 10일    | 8.7%           | 9.4%         | 7.3%           | 7.6%         |
| 제30회      | 7월 10일    | 9.4%           | 10.4%        | 8.5%           | 8.5%         |
| 제31회      | 7월 11일    | 9.3%           | 10.1%        | 9.3%           | 9.9%         |
| 제32회      | 7월 11일    | 9.7%           | 10.4%        | 10.2%          | 10.6%        |
| 평균 시청률 | 평균 시청률 | 7.3%           | 7.9%         | 7.3%           | 7.6%         |

## 동시간대 드라마
KBS 월화드라마
- 《쌈 마이웨이》 : 2017년 5월 22일 ~ 2017년 7월 11일

SBS 월화드라마
- 《귓속말》 : 2017년 3월 27일 ~ 2017년 5월 23일
- 《엽기적인 그녀》 : 2017년 5월 29일 ~ 2017년 7월 18일